# 陣亡將士紀念日奇蹟
陣亡將士紀念日奇蹟（英語：Memorial Day Miracle）亦稱為國殤日奇蹟，是指聖安東尼奧馬刺小前鋒尚恩·艾略特在馬刺對上波特蘭拓荒者的1999年西區決賽中投進的致勝三分球。該場比賽時間為1999年5月31日，因正逢美國的陣亡將士紀念日而得名。

## 過程
波特蘭拓荒者控球後衛戴蒙·史陶德邁爾在比賽還剩下12秒時要到犯規。他兩罰一中，讓拓荒者以85−83領先。於是馬刺前場發球準備最後一波進攻。尚恩·艾略特靠著隊友大衛·羅賓森的掩護繞到右側邊線位置接獲傳球，拓荒者的史泰西·奥格蒙極力干擾他接球，雖然沒有撲到導致自己失位，但艾略特也受到了干擾，接球後背對籃筐，由於慣性幾乎要踩出了邊線。
就在即將失誤之時，艾略特右腳點地，左腿抬起保持平衡，拍球轉身，僅用腳尖站在界內。稍作調整後就在面對拉希德·華勒斯的阻攻下，艾略特起跳投籃，球從華勒斯的指尖上飛過，應聲入網，此時比賽還剩下9秒，馬刺整場比賽第一次取得領先，而馬刺最終保持住了1分的優勢取得勝利，一鼓作氣淘汰了拓荒者。

## 意義
“奇蹟”稱號所涉及的情況:
1. 艾略特早在1993年就被診斷出罹患嚴重的腎臟疾病，需要進行腎臟移植手術，如果他提前接受移植手術，可能就沒有辦法參與本場比賽。[2]
2. 馬刺隊在第三節時仍落後18分（52−34），但靠著艾弗里·強森和艾略特火力全開，他當時三分球出手六次命中五球，攻下了19分。
3. 儘管當時受到拉希德·華勒斯和史泰西·奥格蒙的防守威脅，艾略特差點引發失誤（英语：Turnover (basketball)），但他依然成功出手。[3]

## 後續
馬刺隊贏得了接下來的兩場比賽，以4−0淘汰波特蘭拓荒者。接著在1999年NBA總決賽五場比賽內擊敗了東區勁旅紐約尼克，奪得隊史的第一座總冠軍。

## 外部連結
- NBA.com's Legendary Performances: Memorial Day Miracle